# エストニア・ソビエト社会主義共和国

エストニア・ソビエト社会主義共和国
Eesti Nõukogude Sotsialistlik Vabariik (エストニア語)
Эстонская Советская Социалистическая Республика (ロシア語)

国の標語: Kõigi maade protetaarlased, ühienege!
（エストニア語）
万国の労働者よ、団結せよ!国歌: Eesti Nõukogude Sotsialistliku Vabariigi hümn（エストニア語）
エストニア・ソビエト社会主義共和国国歌

エストニア・ソビエト社会主義共和国の位置

エストニア・ソビエト社会主義共和国（エストニア・ソビエトしゃかいしゅぎきょうわこく、エストニア語: Eesti Nõukogude Sotsialistlik Vabariik、ロシア語: Эстонская Советская Социалистическая Республика）は、ソビエト連邦構成共和国の一つである。エストニアSSRは、第二次世界大戦中の1940年6月16日 - 17日のソ連軍の侵攻・占領から1ヶ月後の1940年7月21日に、それまで独立していたエストニア共和国に代わって、名目上設立された。占領したソ連赤軍の支援を受けたスターリニストの傀儡政権が発足し、エストニアはソ連の選挙区となった後、1940年8月6日に「連邦共和国」としてソ連に編入された。エストニアは1941年にナチス・ドイツに占領され、1944年にソ連に再征服されるまではオストラント国家弁務官区の一部として統治された。
大多数の国家は、エストニアのソ連編入を法的（デ・ジュリ）には認めず、ソ連による実効支配を事実上（デ・ファクト）黙認したか、あるいは一切認めなかった。旧政府の名義で活動していたエストニアの外交官や領事らを引き続き公認する国家も存在した。この非承認政策は、法的継続の原則を生み出し、この原則の趣旨は法的（デ・ジュリ）にはエストニアは1940年から1991年まで占領下にあっても独立国家のままであるというものであった。
1988年11月16日、エストニアは当時ソ連構成国の中で初めて、モスクワの中央政府から国家主権を宣言した。1990年3月30日、新たに選出された議会は、エストニア共和国は1940年以降違法に占領されていたことを宣言し、国の完全な独立を回復するための移行期間を正式に発表した。その後、1990年5月8日に最高会議は、エストニア・ソビエト社会主義共和国という国名とソ連のシンボルが含まれる国章を廃止し、エストニア共和国を国の正式名称として採用した。エストニア議会は、1991年8月20日に完全な独立の回復を宣言した。ソ連は1991年9月6日に、エストニアの独立を正式に承認した。

## 歴史・沿革

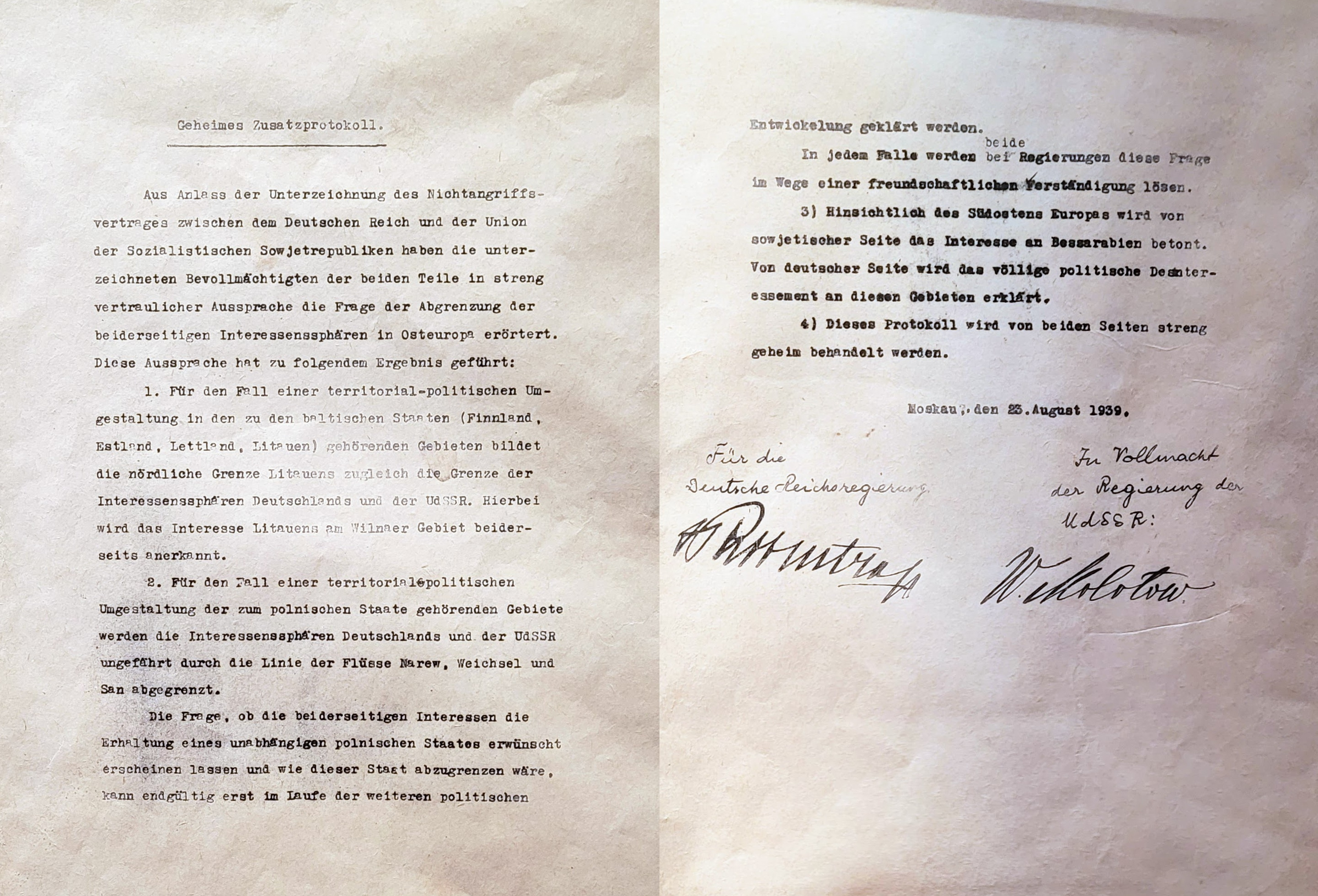
1939年8月23日の独ソ不可侵条約に基づき、フィンランド、エストニア、ラトビア、リトアニアはドイツとソ連の「勢力圏」に分割された（不可侵条約付随の秘密議定書のドイツ語版）

エストニア・ソビエト社会主義共和国の国旗（1940年-1953年）

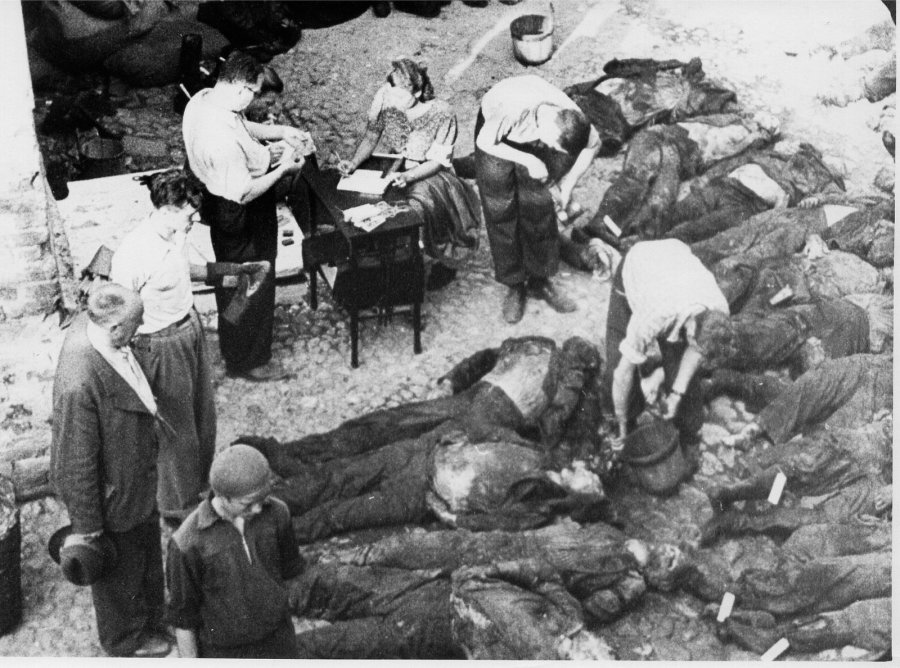
1941年7月8日、エストニアのタルトゥでソ連の内務人民委員部（NKVD）によって虐殺された人々

### 第二次世界大戦
第二次世界大戦勃発の1週間前、1939年8月23日に調印された独ソ不可侵条約によって、秘密裏にエストニアをソ連の「勢力圏」に指定した。1939年9月24日、中立国であったエストニアの主要な港湾がソ連海軍の軍艦により封鎖され、ソ連の爆撃機は首都タリン上空および周辺を飛行した。ソ連は「ヨーロッパ戦争の期間中」に、エストニア領内にソ連軍基地を設置し、これらの基地に25,000人の兵士を駐留させることを認めるよう要求した。エストニア政府はこの最後通牒に屈し、1939年9月28日にそれに応じた相互援助協定に署名した。

### ソ連のエストニア占領
1940年6月12日、ソ連のバルチック艦隊にエストニアの全面的な軍事封鎖命令が下された。1940年6月14日、ナチス・ドイツによるパリ陥落に世界の注目が集まる中、ソ連によるエストニアの軍事封鎖が発効した。ソ連の爆撃機2機がタリンからヘルシンキに向けて飛行していたフィンランドの旅客機「カレヴァ」を撃墜した。「カレヴァ」にはタリン、リガ、ヘルシンキにあるアメリカ合衆国公使館から届いた外交文書3通が積まれていた。1940年6月16日、ソ連の内務人民委員部（NKVD）の部隊はエストニア、ラトビア、リトアニアの国境検問所を襲撃した。スターリンは、1939年の相互援助条約が破られたと主張し、各国に新政府の樹立を要求する6時間の期限付の最後通牒を突きつけ、クレムリン（ソ連政府）からは閣僚名簿も提示された。エストニアに対するソ連の最後通牒は1940年6月16日に提示された。エストニア政府は不戦条約に従い、最後通牒に軍事的対応をしないことを決定した。国境と国内の両方で、圧倒的な軍事的優位を誇るソ連軍が展開していたため、流血や開戦を避けるために抵抗しないよう命令が出された。
1940年6月16日から17日にかけて、赤軍はエストニアの軍事基地から進軍し、9万人の追加のソ連軍の支援のもとエストニア共和国の全領土を占領した。エストニア国防軍とエストニア防衛連盟の大半が命令通りに降伏し、赤軍によって武装解除された。タリンのラウア通りに駐留するエストニア独立通信大隊のみが武装抵抗を開始した。ソ連軍は6台の装甲戦闘車両の支援を受けた増援部隊を投入し、ラウア通りの戦いは数時間続き、日没まで続いた。エストニア側では死者1名、負傷者数名、ソ連側では死者約10名、負傷者多数を出した。最終的に交渉により軍事抵抗は終わり、独立通信大隊は降伏して武装解除された。 
1940年6月18日までに、エストニア、ラトビア、リトアニア占領のための本格的な軍事作戦は完了した。その後の数日間、ソ連軍はタリンや他の大都市でスターリン主義的な「デモ」を組織し、支援した。その後、国家行政機関は解体され、ソ連幹部へと交代し、大規模な弾圧が実施された。 タイム誌は6月24日、パリ陥落の1週間前に、赤軍の「50万人の兵士たちと無数の戦車」が「征服欲に取り憑かれたドイツ」から「ロシアの国境を守るため」、前線の守備に動員されたと報じた。1940年6月21日、エストニア共和国に対するソ連の軍事占領は完了した。 その日、コンスタンティン・パッツ大統領（1940年7月30日にロシアSFSRのウファに送られ、数週間後に逮捕）は、赤軍部隊と装甲車両と共にデモ隊が大統領官邸に到着した後、アンドレイ・ジダーノフが任命したヨハネス・ヴァレスの傀儡政権を承認するよう圧力をかけられた。タリンのピック・ヘルマン塔のエストニアの国旗は赤旗に変更された。
1940年7月14日から15日にかけて、占領当局によって不正に操作された臨時の議会選挙が実施された。この選挙では、有権者に対して親スターリン派の候補者のみで構成された候補者名簿が提示された。新体制を正当化し、投票率を最大化するため、有権者の書類には投票の有無を識別するため投票所でスタンプが押され、また共産党の機関紙『 ラーヴァ・ハール』には「選挙を忌避するのは極めて賢明でない…投票日に家に留まるのは人民の敵だけだ」との脅迫的な文言が掲載された。投票用紙にはソ連当局が指名した候補者の名前のみが記されており、反対の意思を示す唯一の方法は、その名前を線で消すことだった。公式発表によれば、共産主義の「エストニア労働者同盟」ブロックは投票率84.1%で、92.8%の票を得た。『タイム』誌は、選挙後にはソビエト化に反対した者やソ連への併合に反対票を投じた者を「人民の裏切り者」として裁き処罰するための法廷が設置されたと報じた。この選挙は、ヴァレス政権によって可決された改正選挙法を含む多数の法律が、エストニア憲法で義務付けられている上院の承認を受けていなかったため違法とされている。上院はソ連の占領直後に解散され、その後一度も再招集されなかった。
選挙が終了すると、それまでソビエト政権樹立を否定していた当局は、ソビエト化とソ連への併合について公然と語り始めた。新たに「選出」された「人民議会」は1940年7月21日に招集され、その唯一の議題はソビエト連邦への加盟請願であり、満場一致で可決された。エストニア・ソビエト社会主義共和国（エストニアSSR）は1940年8月6日に正式に併合され、名目上はソビエト連邦の16番目の連邦構成共和国となった。1956年に別の「構成国」であったカレロ＝フィン・ソビエト社会主義共和国が「自治共和国」に格下げされた後、1991年までソ連当局はエストニアSSRを「15番目（すなわち最後）の構成国」として扱っていた。
1940年7月23日、新たに樹立されたスターリニズム政権は、エストニア国内のすべての土地、銀行、主要な工業企業を国有化した。農地改革によって農民には小規模な土地が割り当てられた。ほどなくして多くの小規模企業も国有化された。ソ連中央政府は、ソ連の他地域やロシアからの移住者をエストニアに定住させる大規模な人口移動を推進し、植民地化政策を開始した。一部の西側諸国の学者によれば、ソビエト連邦とエストニアSSRとの関係は、内部植民地主義的な関係だったとされる。
- 1920年から1940年にかけて構築された従来の経済構造は意図的に破壊された
- 新たな生産構造は、全連邦生産連鎖ネットワークに従って優先順位がつけられ、宗主国の利益を満たすことのみに重点を置いて構築された
- 地元の環境資源は過度に利用された
- 雇用および移住政策は、先住民の同化を目的として行われた
- エストニアのかつての経済的結びつきは断たれ、経済は非ソ連市場から孤立させられた。

すべての銀行および口座は実質的に国有化され、多くの産業機械が解体され、他のソ連領土へ移送された。1941年に撤退する際、赤軍は焦土作戦の方針に従って多くの産業施設に火を放ち、発電所、車両、家畜を破壊した。1941年の撤退時には、数百万ドル相当の物資がロシアへ移送されたとされている。
一般の人々の間でも死亡率が上昇したが、その原因は栄養失調にあるとされている。

#### 国際的な反応
1940年6月にソビエト連邦によってエストニアが占領され、そしてソ連の支援を受けた共産主義のクーデターによりソ連に併合された後、ソ連による併合を承認した国はナチス・ドイツとスウェーデンのみであった。
海運業は国有化された。船舶には鎌と槌の旗を掲げ、ソ連の港へ向かうよう命じられた。エストニア旧政府によって任命された特命全権公使オーガスト・トルマは、イギリスの港に停泊していた20隻のエストニア船舶の保護と安全の確保を求めたが、保証を得られず、大多数の船舶はソ連に向かった。
アイルランドでの状況は異なっていた。鎌と槌の旗を掲げたピーター・コルツと、それを降ろそうとしたジョセフ・ジュリスカ船長との間で争いが起き、警察が呼ばれた。翌日、判事マイケル・レノンはコルツに1週間の禁錮刑を言い渡した。この判決を受け、アイルランドの港に停泊していた船舶はそのまま留まることを選択した。ソ連はこれらの船の所有権を巡りアイルランドの裁判所で訴訟を起こしたが敗訴し、アイルランド政府に対して強い抗議を行った。アイルランドの港にはエストニア船が3隻、加えてラトビア船が2隻、リトアニア船が1隻停泊していた。これにより、商船隊の規模が小さかったアイルランドにとっては、戦時中の貿易継続力に大きな影響力を与えた。
アメリカ合衆国、イギリス、その他のいくつかの国々は、スティムソン・ドクトリンに基づき、ソビエト連邦によるエストニアの併合を違法と見なしていた。これにより、同ドクトリンは国際法における確立された先例となった。アメリカ、イギリス、その他の連合国は、1945年のヤルタ会談においてバルト三国のソ連による占領を事実上（デ・ファクト）認めたものの、エストニア亡命政府の代表との外交関係を維持し、エストニアの併合を法的（デ・ジュリ）には、正式に承認することはなかった。
ロシア政府とその当局者は、1940年のソ連によるエストニアの併合は正当であったと主張している。

#### ソビエトの歴史学

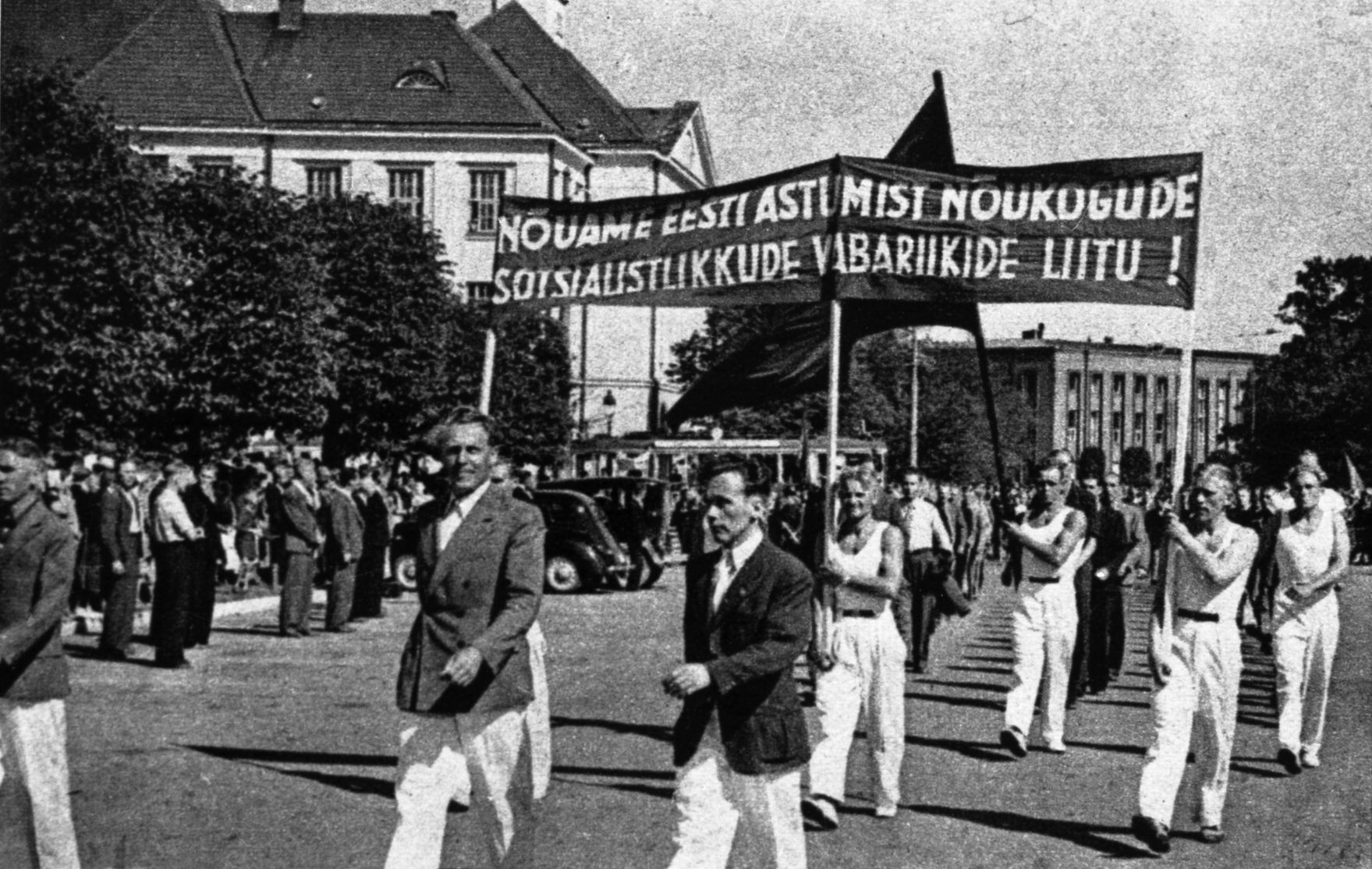
1940年7月、タリンでソ連が主催した集会

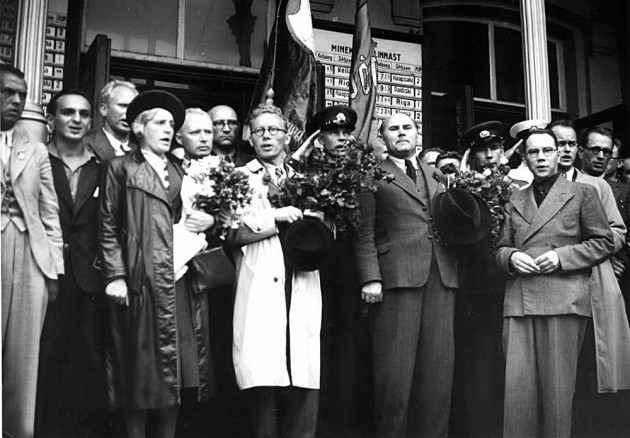
1940年8月、ヨハネス・ヴァレス、カール・サーレそしてエストニアSSRの他の指導者たち

ペレストロイカ以前のソ連の情報源は、ソ連の歴史観を反映し、1939年および1940年の出来事を次のように記述していた。「旧ロシア帝国のエストニア県では、1917年10月末にソビエト政権が樹立された。エストニア労働コムーナは1918年11月29日にナルヴァで宣言されたが、1919年に反革命分子および白軍により崩壊した。1940年6月、労働者が国内のファシスト独裁政権を打倒したことにより、エストニアにおけるソビエト政権が復活した」
ソ連の情報源によれば、エストニアの労働者階級からの圧力により、同国政府は1939年にソビエト連邦が提案した相互援助条約の締結を受け入れることを余儀なくされた。1939年9月28日に相互援助条約が調印され、ソ連は少数の赤軍部隊をエストニアに駐留させることが可能となった。経済難や条約履行を妨害するエストニア政府の政策への不満、ナチス・ドイツ寄りの政治的傾向により、1940年6月には革命的な情勢となった。ソ連政府はエストニア政府に対し、相互援助条約を厳格に順守するよう通告を行った。条約履行を保証するため、追加の赤軍部隊がエストニアに進駐し、エストニアの労働者に歓迎された。労働者たちはエストニア政府の辞任を要求した。6月21日、エストニア共産党の指導の下、タリン、タルトゥ、ナルヴァなどの都市で労働者による政治デモが行われた。同日、ファシスト政権が打倒され、ヨハネス・ヴァレスを首班とする「人民政府」が樹立された。1940年7月14日から15日にかけて、エストニア議会選挙が実施された。エストニア共産党の主導により設立された「労働者同盟」は、投票率84.1%のもと92.8%の得票を得た。1940年7月21日、議会はエストニアにおけるソビエト政権の復活を宣言し、「エストニア・ソビエト社会主義共和国」の成立を布告した。7月22日、エストニアのソ連への加盟申請を行うことが宣言され、ソビエト連邦最高会議に対して正式に申請が行われた。この申請は1940年8月6日にソ連最高会議により承認された。7月23日、議会は全ての土地を人民の財産とすることを宣言し、銀行および重工業を国有化した。8月25日、議会はエストニア・ソビエト社会主義共和国憲法を採択し、自らを「エストニア・ソビエト社会主義共和国最高会議」と改称し、エストニア・ソビエト社会主義共和国人民委員会議を承認した。

### ナチス・ドイツによる占領
1941年6月22日、ナチス・ドイツがバルバロッサ作戦を開始してソビエト連邦に侵攻すると、ドイツ国防軍は同年7月にエストニアに到達した。多くのエストニア人は、ドイツ軍をソ連と共産主義からの解放者と考えた。数千人のエストニア人男性が、ドイツ軍と共に戦った。 また、反共ゲリラ組織である森の兄弟もドイツ軍を支援した。エストニアはドイツのオストラント国家弁務官区行政区に編入された。

### ソ連の再占領
ソビエト連邦は1944年にエストニアを再占領し、その後ほぼ半世紀にわたり同国を占領し続けた。これは、赤軍が、ナルヴァの戦いでイングリア、ナルヴァおよびヴァイヴァラ教区東部を、タルトゥ攻勢で南東エストニアを、さらにバルト海攻勢でエストニアの残りの地域を奪還したことによって始まった。ソ連の再占領に直面し、1944年には約8万人が船でエストニアからフィンランドやスウェーデンへ逃れた。2万5千人がスウェーデンに、さらに4万2千人がドイツに渡った。戦時中、約8千人のエストニア系スウェーデン人とその家族もスウェーデンへ移住していた。ドイツ軍の撤退後、およそ3万人のパルチザンがエストニアの森に潜伏し、1950年代初頭までゲリラ戦を継続した。
再占領後、1940年に実施されたソビエトの国有化政策が再び適用され、農場の集団化も行われた。占領後数年のうちに90万ヘクタール以上の土地が接収され、その大部分はロシアやソ連内の他地域からの新たな入植者に与えられた。1946年に急速な集団化が始まり、1947年にはクラーク農民に対する弾圧が行われた。クラークに対する弾圧は過酷な課税から始まり、最終的には大規模な強制移住に発展した。集団化に抵抗した者は殺害されるか、あるいは追放された。1951年までに、農場の95%以上が集団農場化された。
1949年に約2万1,000人が大量追放されたことで、パルチザン運動は壊滅的な打撃を受けた。1949年11月には6,600人のパルチザンが投降した。その後、ハンガリー動乱の失敗により、潜伏たまま残っていた700人の士気は完全に打ち砕かれた。ソ連側の資料によれば、1953年までに2万351人のパルチザンが掃討され、そのうち1,510人が戦闘で死亡した。この間、「森の兄弟」によって、赤軍、NKVD、エストニア警察の計1,728人が殺害された。エストニアにおける最後の「兄弟」であるオーガスト・サッベは、1978年にKGBに発見され逮捕されそうになった際に自殺した。釣り人に偽装したKGBの工作員に追われる中、サッべは湖で溺死した。

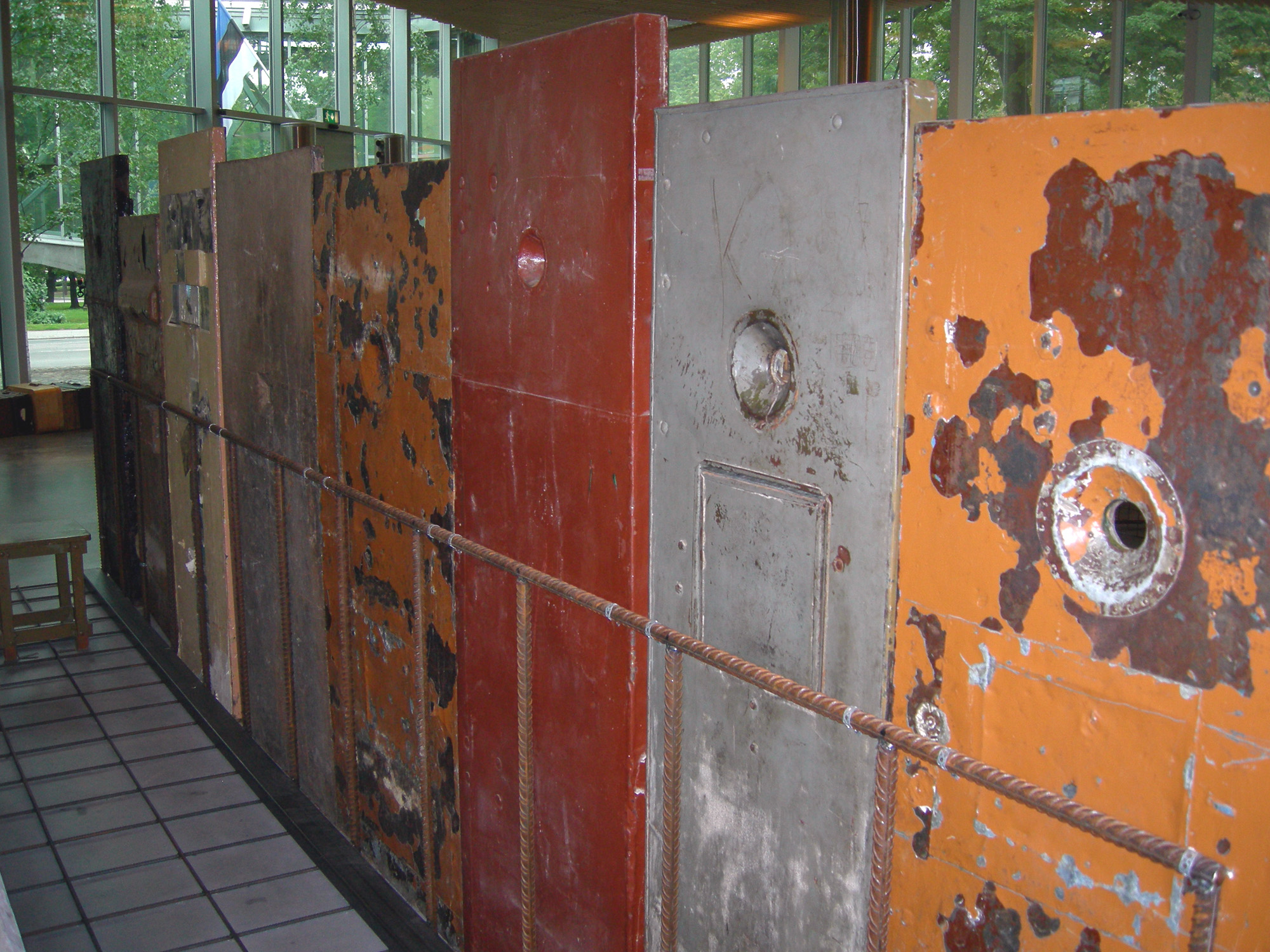
エストニア、タリンの占領と自由の博物館に展示されているソ連時代の刑務所の扉。

戦後初期の10年間、ソ連支配下にあったエストニアは、ロシア生まれのエストニア人系幹部を通じてモスクワによって統治されていた。彼らはロシア国内のエストニア系住民の家庭に生まれ、スターリン時代のソ連で教育を受けていた。多くは赤軍（エストニア狙撃兵軍団）で戦闘の経験があったが、エストニア語に堪能な者は少なかった。そのため、彼らはロシア語訛りを揶揄され、「イェストニア人」という蔑称で呼ばれた。
第二次世界大戦末期、ソ連の対ナチス・ドイツ戦における主要な同盟国であったアメリカ合衆国とイギリスは、1945年のヤルタ会談においてソ連によるエストニア占領を事実上（デ・ファクト）黙認したものの、両国政府とほとんどの西側諸国は、1940年7月23日のサムナー・ウェルズによる宣言に基づき、法的（デ・ジュリ）には、その承認を行わなかった。これらの国々の中には、旧政府の名義で活動を続けていたエストニアの外交官を承認し続けた国もあった。これらの領事たちは、最終的に1991年にエストニアの独立が回復されるまで、この異例の状況に置かれ続けた。
人口の民族構成を変更するために、特別な政策が行われ、特にイダ＝ヴィル県では顕著であった。例えば、住民の割り当てにおいて、戦争からの帰還難民よりも移住者を優先する政策が行われた。

#### 墓地や戦争記念碑の破壊
1918年から1944年の間に建てられたエストニアの墓地や記念碑は取り壊された。中でも、タリン軍人墓地では、1918年から1944年にかけての墓石の大部分がソ連当局によって破壊された。この墓地は第二次世界大戦後、赤軍によって再利用された。
ソ連時代のエストニアにおいて当局によって破壊された墓地には、バルト・ドイツ人の墓地、コプリ墓地（1774年設立）、モイグ墓地、およびタリン最古の墓地であるカラマヤ墓地（16世紀以来）が含まれる。1944年のエストニア再占領後、ドイツ占領下で修復された、あるいは残像していたエストニア共和国時代の記念碑の撤去が続けられた。1945年4月15日、パルヌでは、エストニア独立戦争で戦死した87人を追悼するためにアマンドゥス・アダムソンによって建てられた記念碑が撤去された。記念碑の撤去はその後数年間にわたり、エストニア全域で続けられた。1945年4月、エストニア共産党中央委員会軍事部門によって編纂された、エストニア独立戦争記念碑に関する包括的な記録がエストニア国立公文書館に保存されている。この記録には、郡ごとに記念碑がリスト化され、必要な爆薬の量や輸送に関する評価が記載されている。ヴォルマーに関する抜粋は以下の通りである：

爆破解体作業を実施するためには、15名の党活動家と破壊大隊275名を動員しなければならない。解体作業1回につき作業員15名、警備には10名が必要である……。爆破解体作業を行うには、現地に爆破資材がないため、TNT火薬225kg、導火線/ロープ150メートル、および起爆装置100個が必要である。瓦礫を運び出すには11台のトラックが必要であるが、燃料が不足している。

### スターリン後の体制

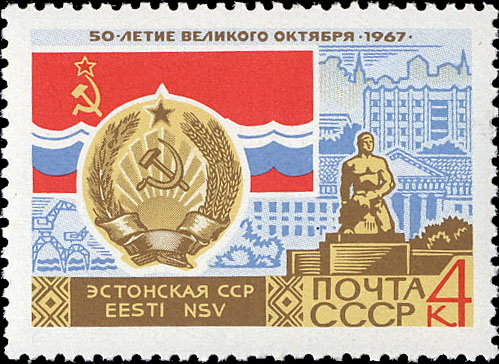
1967年の切手

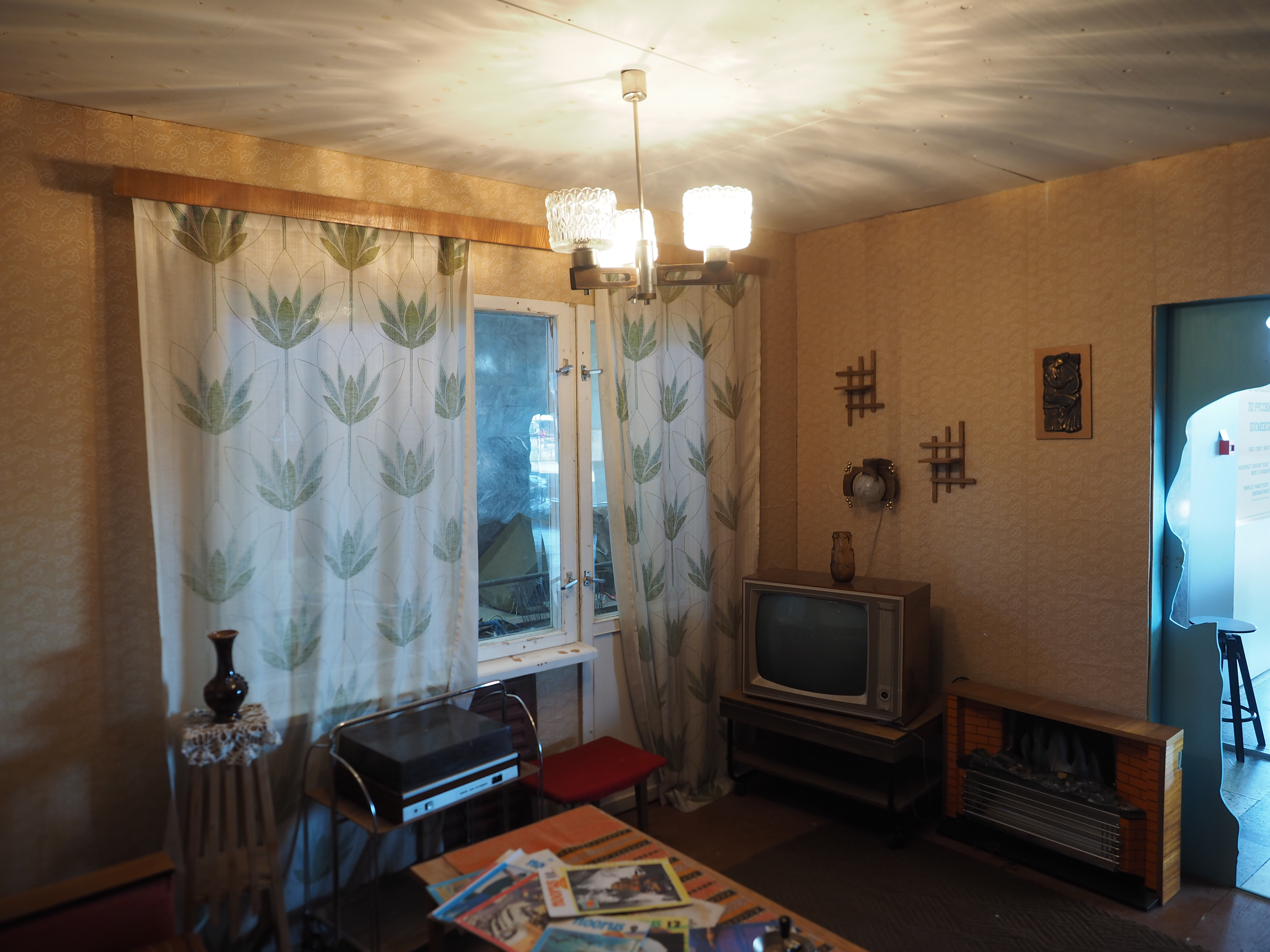
タリン中心部の博物館にある典型的なソ連時代のリビングルームの再現

スターリンの死後、党の構成は大きく拡大し、より多くのエストニア人が加わるようになった。1960年代半ばまでには、党員に占めるエストニア人の割合はおよそ50％で安定した。スターリン死後のエストニアにおけるポジティブな変化の一つは、1950年代後半に市民が外国と接触する許可が再び与えられたことである。フィンランドとの関係が再び活発化し、1965年にはタリンとヘルシンキの間にフェリー航路が開設された。前年にはフィンランド大統領ウルホ・ケッコネンがタリンを訪問しており、このフェリー航路の開設は広くケッコネンの功績とされている。
ヘルシンキテレビ塔はわずか80キロメートル (50 mi)の距離から放送しており、その電波はタリンやエストニア北部の沿岸地域でも十分に強かったため、一部のエストニア人は、フィンランドのテレビを視聴するようになった。この電子的な「西側への窓」は、ソ連の他の地域よりも、エストニア人は多くの時事情報や西側の文化・思想へアクセスすることができた。この比較的開かれたメディア環境は、ミハイル・ゴルバチョフ時代にペレストロイカを推進する上で、エストニア人が先駆的役割を果たす重要な要素だった。
1970年代後半になると、エストニア社会では、エストニア語と民族的アイデンティティに対する文化的ロシア化の脅威に対する懸念が高まっていった。1980年には、1980年モスクワオリンピックのセーリング競技がタリンで開催された。1981年までには、ロシア語はすでに、エストニア語による初等教育学校の第2学年で教えられており、都市部の一部ではエストニア語の幼稚園教育にも導入され始めていた。
ソ連当局は、フィンランド人観光客を誘致し、彼らがもたらす貴重な外貨獲得に躍起になった。ソ連の旅行代理店イントゥーリストは、フィンランドの建設会社レポと契約し、タリン中心部にソコス・ホテル・ヴィルを建設させた。エストニア人たちは、それまでとは全く異なる建設機械、施工方法、そして労働の士気を目の当たりにした。タリンとヘルシンキを結ぶ改良型フェリーMSゲオルク・オツが運航を開始した。エストニアは西側諸国の通貨を得たが、その一方で西側の思想や習慣がエストニアに浸透し始めた。

### ペレストロイカ

エストニア・ソビエト社会主義共和国建国40周年記念の切手

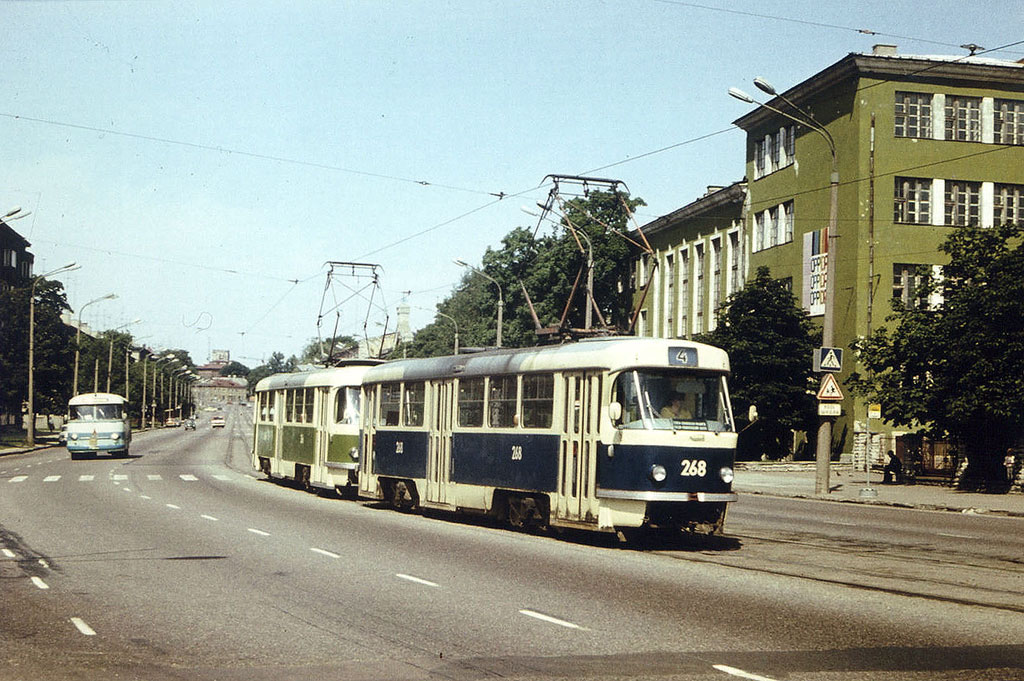
1983年6月26日、タリンのペルヌ・マーンテ通りを走る路面電車のタトラT4

ゴルバチョフ時代の初めには、エストニア民族の文化的存続に対する懸念は限界に達していた。エストニア共産党（ECP）は、ペレストロイカ初期には影響力を保っていたが、1980年代後半にはその影響力が低下していった。その権力の空白を埋めるように、他の政治運動や団体、政党が台頭していった。最初にして最も重要だったのは、独自の綱領、指導部、幅広い支持基盤をもって1988年4月に設立されたエストニア人民戦線である。これに続いてエストニア緑の党や、反体制派主導のエストニア国民独立党も登場した。1989年までには政治的スペクトルが拡大し、新党がほぼ毎週のように結成・再編されていった。
エストニアの「最高会議」は、かつての実質的権限のない形式的な機関から、本格的な地方立法機関へと変貌を遂げた。この比較的保守的な立法府は、主権宣言（1988年11月16日）、経済的独立に関する法律（1989年5月、同年11月にソ連最高会議により承認）、エストニア語を公用語とする言語法（1989年1月）、そして投票権と被選挙権に居住要件を定めた地方および共和国の選挙法（1989年8月、11月）を可決した。
ソ連時代に移住してきた人々の大半は完全独立を支持していなかったが、「主権共和国」という考え方については、主にロシア系移民のコミュニティ内でも意見が分かれていた。1990年3月には、ロシア語話者のおよそ18％が完全独立を支持しており、前年秋の7％から増加していた。1990年初頭までには、エストニア系住民の中で完全独立に反対する者はごく少数派にとどまっていた。

#### 独立の回復

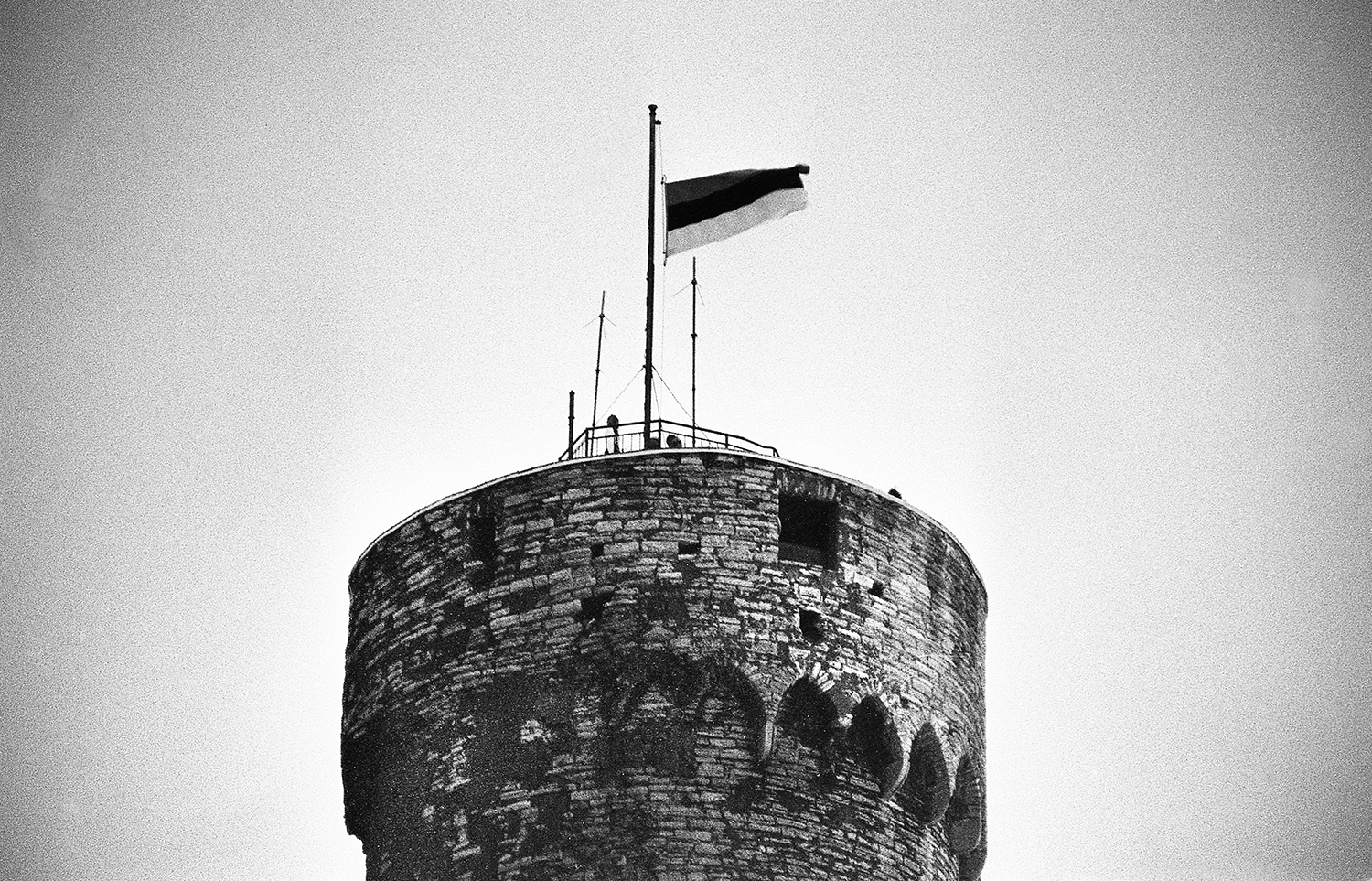
1989年2月24日にピック・ヘルマン塔に掲揚された青・黒・白のエストニア共和国国旗

1988年11月16日、ソ連時代のエストニア初の自由選挙によって選出された議会がエストニア主権宣言を可決した。1990年5月8日、議会は1938年の憲法を復活させ、エストニア・ソビエト社会主義共和国の国名をエストニア共和国に改称した。1991年8月20日には、エストニア議会がソビエト連邦からの独立を確認する決議を採択した。最初にエストニアを独立国として承認したのは、1991年8月22日に承認したアイスランドであった。1991年9月6日には、ソビエト連邦国家評議会がエストニアの独立を承認し、それに続いて他の国々も相次いで承認を行った。
1989年2月23日、エストニア・ソビエト社会主義共和国の国旗がピック・ヘルマン塔から降ろされ、翌2月24日には青・黒・白のエストニアの国旗に取り替えられた。1992年には、エストニア亡命政府の首相であったハインリヒ・マルクが、新たに選出されたエストニア大統領レナルト・メリに信任状を提出した。ロシア軍の最後の部隊は1994年8月にエストニアから撤退した。ロシア連邦は、1995年9月にパルディスキにある原子炉施設の管理権を放棄したことで、エストニアにおける軍事駐留を正式に終えた。エストニアは2004年に欧州連合（EU）および北大西洋条約機構（NATO）に加盟した。

## 地理

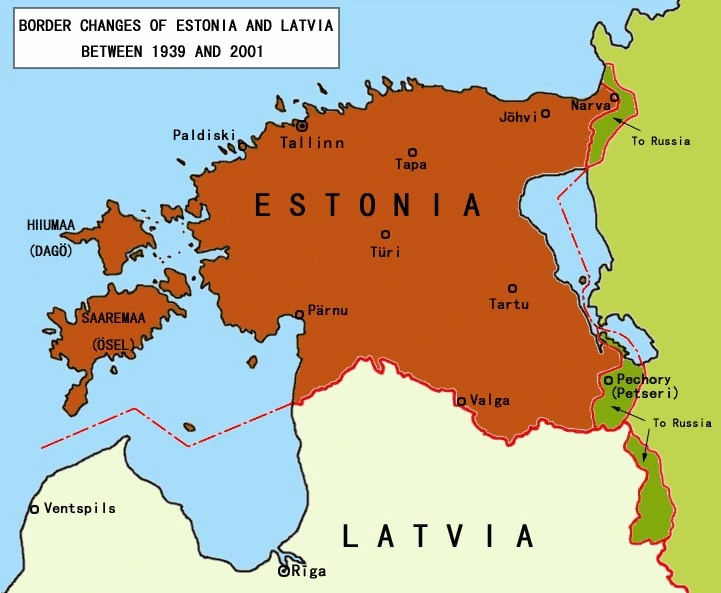
第二次世界大戦後のエストニアの国境の変更

### 領土の変化
エストニア独立戦争の後、エストニアは1919年1月にイヴァンゴロドの実効支配を確立し、これは1920年のタルトゥ条約において、ロシアSFSRにより承認された。1945年1月には、ナルヴァ川がエストニアSSRとロシアSFSRとの国境と定められたため、イヴァンゴロドの行政はナルヴァからレニングラード州へと移管された。人口が増加したことで、イヴァンゴロドは1954年に正式に都市としての地位を獲得した。
1945年、ペツェリ県は併合され、ロシアSFSRに編入されてプスコフ州の一地区となった。1991年のソビエト連邦の崩壊後、エストニアはタルトゥ条約に基づく国境の回復を主張したが、1995年11月に主張を撤回した。エストニアとロシアはエストニア・ロシア国境条約に署名・批准し、同条約は2005年5月18日に発効した。条約前文では、エストニア憲法第122条に従い、国境が一部変更されたことが明記されている。
1991年のエストニア独立回復以降、ナルヴァ地域におけるエストニア・ロシア国境をめぐって、複数の紛争が発生しているが、これは1992年に採択された新しいエストニアの憲法が、1920年のタルトゥ条約に基づく国境を、現在も法的に有効なものであると認めているためである。これに対してロシア連邦は、エストニアをエストニア・ソビエト社会主義共和国の後継国家と見なし、1945年に確定した両国間の国境を承認している。エストニアはこの地域に対して公式には領有権の主張をしておらず、それは新たなエストニア・ロシア国境条約にも反映されており、同条約ではイヴァンゴロドがロシア領に属することが定められている。この国境条約は2005年にエストニアとロシアの外相によって署名されたが、エストニア議会が、条約の批准を認める法律の前文にタルトゥ条約への言及を加えたことを受けて、ロシアは署名を撤回した。その後、2014年に両国外相により新たな条約が締結された。

## 政治

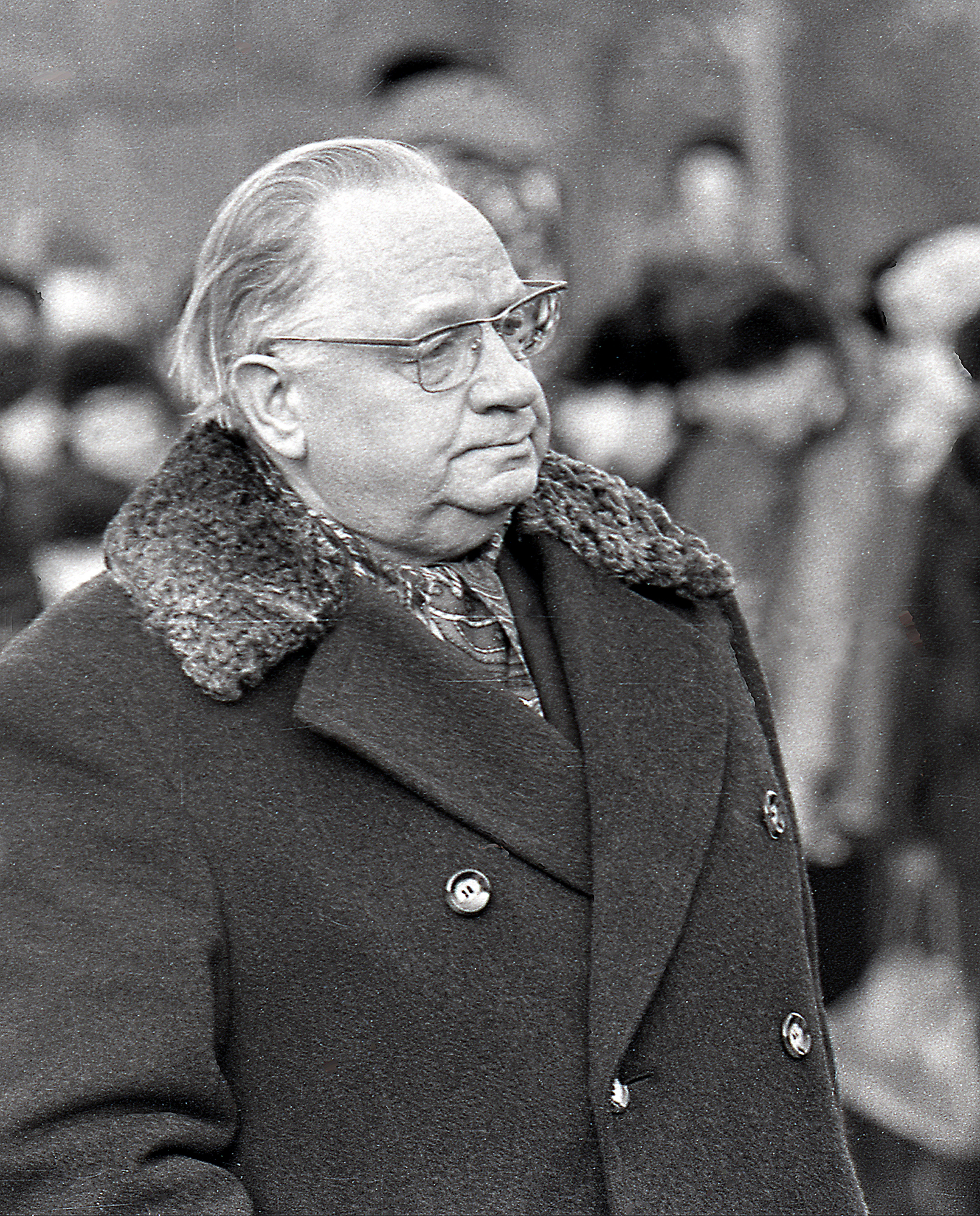
1950年から1978年までエストニア共産党の党首を務めたヨハネス・ケービン

### 政府
エストニア・ソビエト社会主義共和国の立法機関は、憲法に基づき国家権力の最高機関として機能する最高会議であった。
エストニア・ソビエト社会主義共和国最高会議幹部会は、最高会議の常設機関であった。幹部会は、議長、副議長2名、書記および9名の委員で構成されていた。幹部会は、1940年8月25日に初めて選出され、幹部会の法令と決議が採択された。最高会議の会期外には、共和国の法令の改正、ソビエトの各省および国家委員会に関する法令、閣僚会議の廃止、また、法律に基づいて最高会議の承認を要する人事の任免など、幹部会が一部の職務を遂行していた。

## 経済
ソ連の体制においては、すべての地方の収入はまず中央政府（モスクワ）の連邦予算に組み入れられ、その一部が地方経済に再投資された。これらの投資額は公表されており、それによってバルト諸国を含む地方に対して、連邦政府が貢献しているという好印象を与えた。しかし、投資額だけでは、実際の収入を示すものとはらならず、むしろ国家予算の支出面を表すものであった。エストニア・ソビエト社会主義共和国では、1947年までに第二セクターは完全に姿を消し、ソ連による再占領の直後から急速な工業化が進行した。ソ連の計画者たちは、1940年代後半にエストニア北東部で油頁岩の採掘と加工を拡大し、この産業を掌握した。1970年代には、ソビエト連邦の経済が停滞し、それに加えてシャドーエコノミーの拡大が状況をさらに悪化させた。
一人当たりの国民所得は、エストニアではソ連の他地域よりも高かったが（1968年にはソ連平均を44％上回っていた）、独立期のエストニアでも、所得水準はソ連を上回っていた。エストニアの公式資料では、ソ連統治がエストニアの経済成長を著しく鈍化させ、その結果として隣国（例えばフィンランドやスウェーデン）との間に大きな「貧富の格差」が生じたとされている。例えば、エストニアの経済および生活水準は、第二次世界大戦前にはフィンランドと同程度であった。ソ連およびロシアは生活水準の改善を主張しているが、第二次世界大戦から30年が経過した後もなお、エストニアでは住宅や食料の不足が深刻で、所得水準だけでなく平均寿命でもフィンランドに大きく後れを取っていた。東側陣営の経済は、競争や市場均衡価格がないなどの非効率が生じ、それが高コストで持続不可能な体制となり、西ヨーロッパ諸国に比べて一人当たりの国内総生産で大きく劣っていた。1990年時点のエストニアの一人当たりGDPは10,733ドルであだだのに対し、フィンランドは26,100ドルと、大きな差があった。エストニアの資料によれば、第二次ソ連占領期（1945年～1991年）に直接起因する経済的損害は数千億ドルにのぼると推定されている。同様に、エストニアの生態系への被害は40億ドルと見積もられている。

### 農業集団化
1947年5月21日、全連邦共産党中央委員会はエストニアの農業集団化を承認した。当初、バルト三国では大きな困難を伴ったが、「クラーク」と呼ばれる反体制派農民の大量追放によって推進した。その結果、1949年4月末までに、エストニアに残っていた個人農家の半数がコルホーズに加入した。1957年までに農場の99.3%が集団化された。

### 産業と環境
ソ連中央政府は、戦後復興計画の一環として、エストニア領内の油頁岩、木材、さらに後にはウラン鉱石などの資源を利用するため、大規模な資本投資を複数実施した。最初の五カ年計画（第4次五カ年計画）では、エストニアの企業に対して総額35億ルーブルの投資が規定された。
エストニア経済改革における重要な目標の一つは、レニングラードへの経済的支援を行うことであった。そのため、第4次五カ年計画でエストニアへの総資本投資額のうち、40%は油頁岩採掘インフラへの投資に充てられた。1948年からは、豊富なガスを含む油頁岩が、特別に建設されたパイプラインを通じてレニングラードへと供給されたが、この同じ産地からのガスがタリンへ供給されたのは1953年になってからであった。1961年には、生産されたガスの62.5%が依然としてレニングラードへと供給されていた。
1954年末までに、コフトラ＝ヤルヴェで生産されたガスがレニングラードの227,000戸のアパートに供給された。一方、タリンでガス供給を受けたのはその約3%にあたる6,041戸にすぎなかった。

## 医療
1940年、エストニアでは中央集権的に管理された国家医療制度が創設された。1940年8月にはエストニア・ソビエト社会主義共和国保健人民委員会が設置され、民間の医療機関が国有化され、無料の医療サービスが導入された。ソ連における医療制度の基本原則の一つである住民への地域医療サービスが採用された。特に母子の健康に重点が置かれた。
1941年のエストニアには病院が58か所あり、1977年には155か所に増加した。1945年には人口1万人あたり65.3床の病床数であったが、1977年には112.8床に増加した。新たな治療・予防機関も建設された。タリン、タルトゥ、コフトラ＝ヤルヴェ、ナルヴァ、パルヌおよび各地区中心部には結核・腫瘍科の診療所や相談所が設けられ、タルトゥには甲状腺腫の診療所が、都市および地区中心部には衛生・疫学施設が開設され、タリンとタルトゥには救急医療施設および航空医療施設が設置された。1945年には小児・女性向けの相談所が57か所であったが、1977年には146か所に増加した。

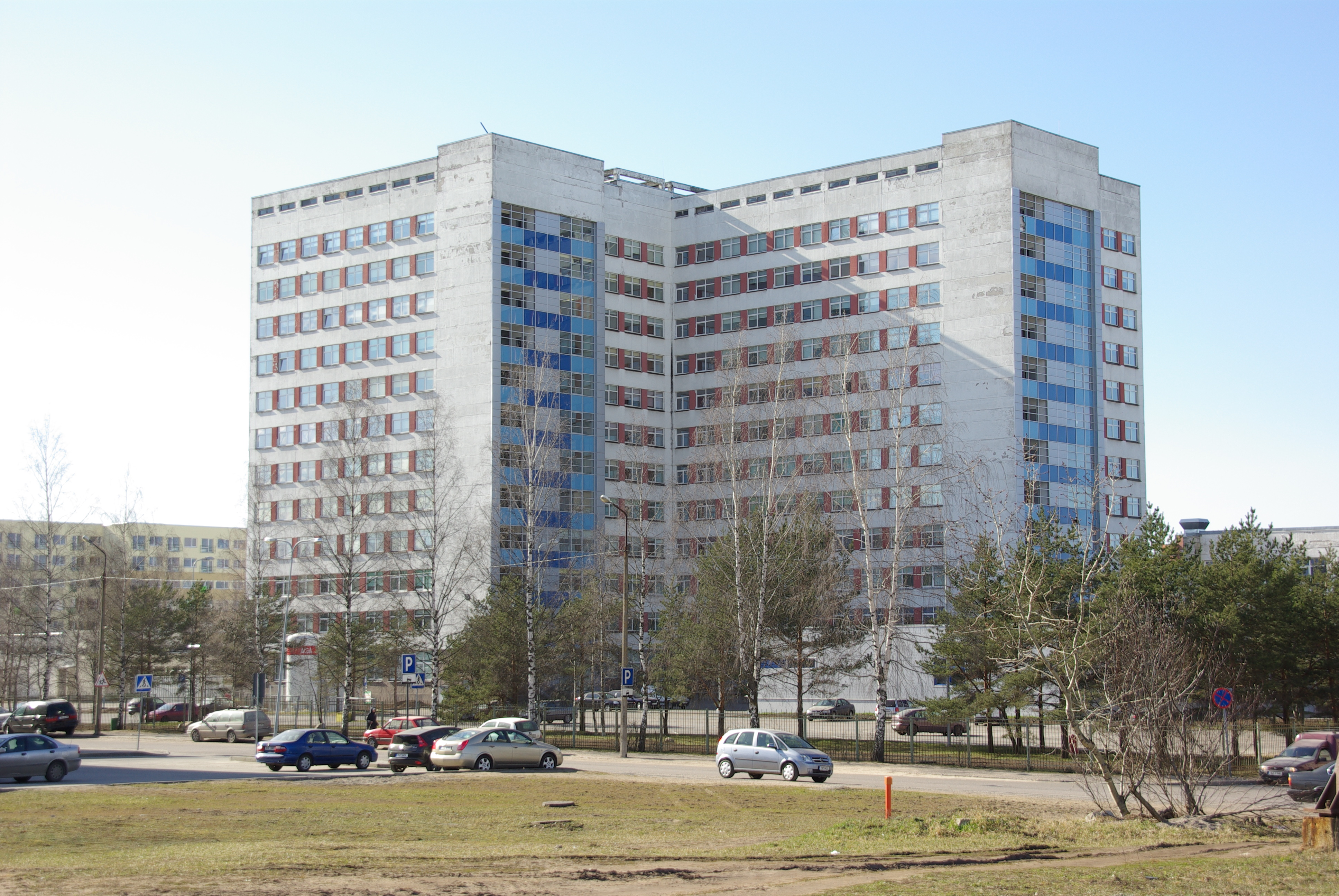
北エストニア医療センター

1963年にはタルトゥに人工腎臓部門が創設された。1960年からは新生児全員に対する結核ワクチンの接種が実施された。1976年には結核の早期発見を目的として、X線撮影、フルオログラフィー検査、ツベルクリン反応検査が人口の69.6％に対して行われた。集団予防接種の効果により、共和国ではポリオの発生が長年にわたり記録されていない。1965年以降、ジフテリアの症例も一件も報告されていない。
1940年のエストニアでは、人口1万人あたり医師（歯科医を除く）が8人だったが、1977年には33.8人、1989年には42.2人に増加した（参考までに、2002年には30.6人、2024年には35.7人だった）。

## 教育

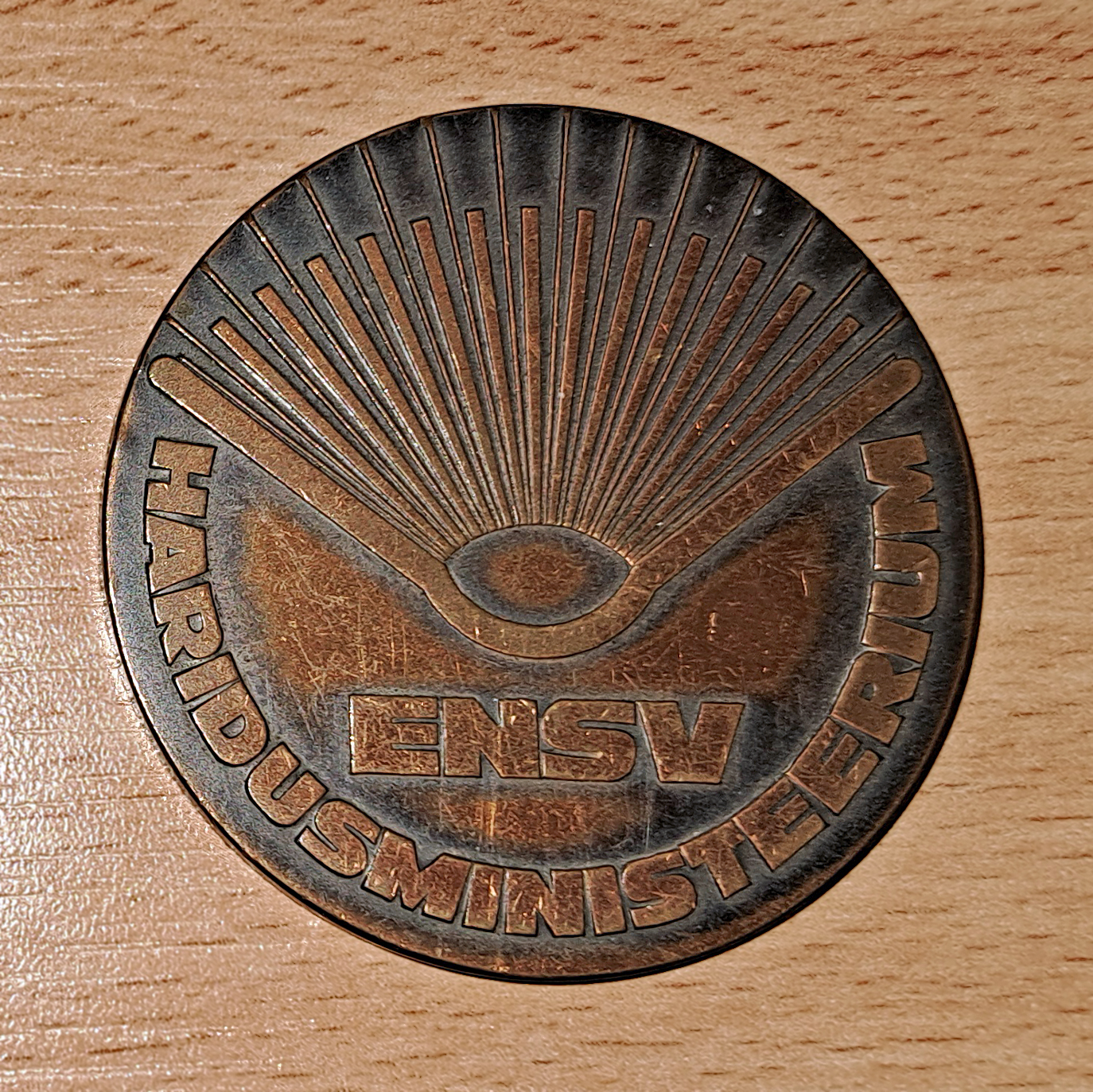
エストニアSSR教育省から優等卒業生に贈られる記念メダル

1944年から1958年にかけて、全国共通の義務教育として7年制の教育制度が導入され、1959年には8年制義務教育への移行が始まり、1962/63年度に移行が完了した。1965年からは、特定の教科（外国語、音楽、数学、化学など）を重点的に学習するクラスや学校が設立された。1977/78年度のエストニアには、71の初等教育学校、264の8年制学校、173の中等教育学校、43の特別一般教育学校があり、これらには合計で193500人が在籍していた。また、51の夜間一般教育学校には21437人が在籍していた。
職業教育は、通常8年制学校を基盤としていた。主な職業教育学校の類型には、1〜2年制の職業訓練学校、職業教育に加えて一般中等教育も提供する3年制の中等職業訓練学校、中等教育に準ずる0.5〜2年制の技術学校があった。1977/78年度には34の職業訓練学校が存在し、13500人が在籍していた。そのうち23校の中等職業訓練学校には8059人が在籍していた。学習は生産労働に関連したもので、これらの教育機関の生徒は国家の支援を受けていた。その他にも、学科制の職業訓練学校や訓練センターも存在していた。
中等専門教育機関（技術学校、航海学校、教育学校、医療学校、音楽学校、美術学校）における就学期間は、専攻分野、入学時の学歴（8年制学校または中等教育修了）、および就学形態（昼間、夜間、通信制）に応じて2.5〜4年であった。学生は奨学金を受け取ることができ、卒業後に高等教育機関へ進学する権力を有していた。1977/78年度には38の中等専門教育機関が存在し、24803人が在籍していた。